# Asashimo
L'Asashimo (朝霜) était un destroyer de classe Yūgumo en service dans la Marine impériale japonaise pendant la Seconde Guerre mondiale.

## Historique
Le 29 février 1944, pendant une escorte de convoi vers Truk, il est attaqué sans succès de 4 torpilles tirées du sous-marin USS Rock. Illuminé par le projecteur du destroyer et attaqué par ses canons de 5 pouces (130 mm), le Rock plonge immédiatement. Pendant quatre heures, l'Asashimo lance des attaques de charges de profondeur, sans succès. Les dommages sont tels que le sous-marins américain revient à Pearl Harbor pour des réparations. Plus tard dans la nuit, l'Asashimo coule le sous-marin USS Trout. Les enregistrements japonais indiquent que l'un de leurs convois, Matsu n ° 1, a été attaqué par un sous-marin le 29 février 1944, dans la zone de patrouille du Trout. Transportant la 29e division d'infanterie de l'Armée japonaise du Guandong de Mandchourie vers Guam, Matsu n ° 1 se composait de quatre grands transports escortés par trois destroyers de classe Yūgumo de la 31e division de destroyers: Asashimo, Kishinami et Okinami. Le sous-marin a gravement endommagé un grand navire de passagers-cargo et a coulé le Sakito Maru de 7 126 tonnes. Environ 2 200 des 3 500 hommes à bord sont morts, dont une grande partie du 18e régiment d'infanterie. L'Asashimo a alors détecté le sous-marin et a largué 19 charges de profondeur. De l'huile et des débris furent repérés par le destroyer, larguant une dernière salve de charge de profondeur à cet endroit. Le sous-marin utilisait des torpilles électriques torpille Mark 18 (en), il fut également possible que l'une d'elles était défectueuse, provoquant alors la perte du bâtiment, comme l'USS Tang.
L'Asashimo participe à la bataille de la mer des Philippines. Au cours de la bataille du Golfe de Leyte, il secourt des survivants du croiseur Atago le 23 octobre. Lors de la bataille de la baie d'Ormoc, il est le seul destroyer survivant de la bataille du convoi TA n ° 4. Le 26 décembre 1944, il participe au sabordage du destroyer Kiyoshimo où il sauve 167 membres d'équipage.
Le 6 avril 1945, l'Asashimo escorte le cuirassé Yamato en mer Intérieure pour l'opération Ten-Go vers Okinawa. Il est coulé le 7 avril par les aéronefs de la Task Force 58 du porte-avions USS San Jacinto, à la position géographique 31° N, 128° E, à 150 milles (241,4016 km) au sud-ouest de Nagasaki. La totalité des 326 membres d'équipage décèdent dans cette attaque.
D'autre navires, dont le destroyer Hamakaze, sont coulés lors de cette opération, également par des aéronefs du San Jacinto. Mais plusieurs destroyers, dont le Suzutsuki, survécurent avec de lourds dégâts.